# Les Revenants (film)
Les Revenants är en fransk zombiefilm från 2004.
Filmen skiljer sig från andra moderna zombiefilmer där de vandöda försöker äta eller skada de levande. De 70 miljoner människor som återvänder från de döda i Les Revenants är kognitivt medvetna och friska, och är inte skadade. De vill återintegreras i samhället. I den franska by där filmen utspelas måste invånarna hantera de sociala och emotionella följderna av att de döda återvänder.